# حركة (إعراب)
الحركة (الجمع: حركات إعرابية) و يقصد بالحركات الإعرابية العلامات الكتابية، أو ما يسمى أيضا بالتشكيل، والتي توضع على خواتم الكلمات لبيان حالتها الإعرابية، ولتصحيح نطق نهاياتها، ويمكن لهذه الحركات أن لا تظهر كما هو الحال بالنسبة للكلمات المنتهية بحرف علة، وذلك لأن حرف العلة يمنع من ظهورها.

وتتغير هذه الحركات مع تغير الحالة الإعرابية للكلمة وفيما إذا كانت مفردة أو مثنى أو جمع.

يدرج تحت الحركات الإعرابية أيضا مجموعة من الحروف والتي تلعب نفس الدور الذي يلعبه التشكيل حيث أنها توضح لنا حالة الإعرابية للكلمة بالإضافة إلى معطيات أخرى منها مثلا كون الكلمة اسم من الأسماء الخمسة أو اسم جمع مذكر سالم أو اسم مثنى.

و يمكن تقسيم الحركات الإعرابية إلى:
- حركات إعرابية أصلية.
- حركات إعرابية فرعية.

## الحركات الإعرابية الأصلية
الحركات الإعرابية الأصلية: وهي الضمة ـُ ، الفتحة ـَ ، الكسرة ـِ والسكون ـْ.

## الحركات الإعرابية الفرعية
الحركات الإعرابية الفرعية: وهي الواو، الألف، الياء، النون (كتعويض عن التنوين بالاسم المفرد وذلك بالنسبة للأسماء) بالإضافة إلى حذف حرف العلة من آخر الكلمة ووضع ما يناسبها من العلامات الكتابية (التشكيل) على الحرف الذي يسبقها.